# Llista de peixos de Ruanda

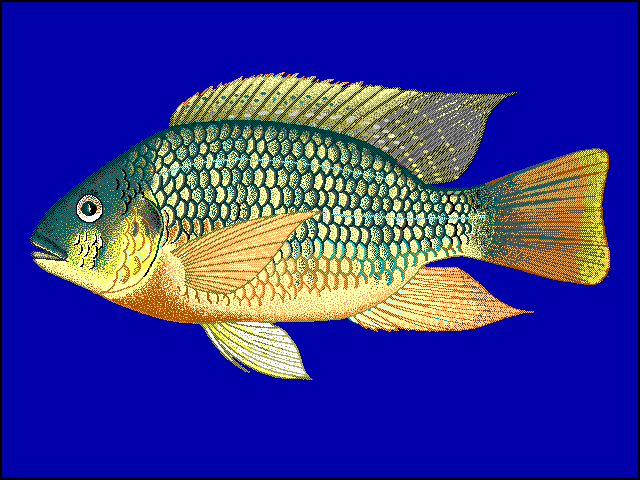
Tilapia rendalli

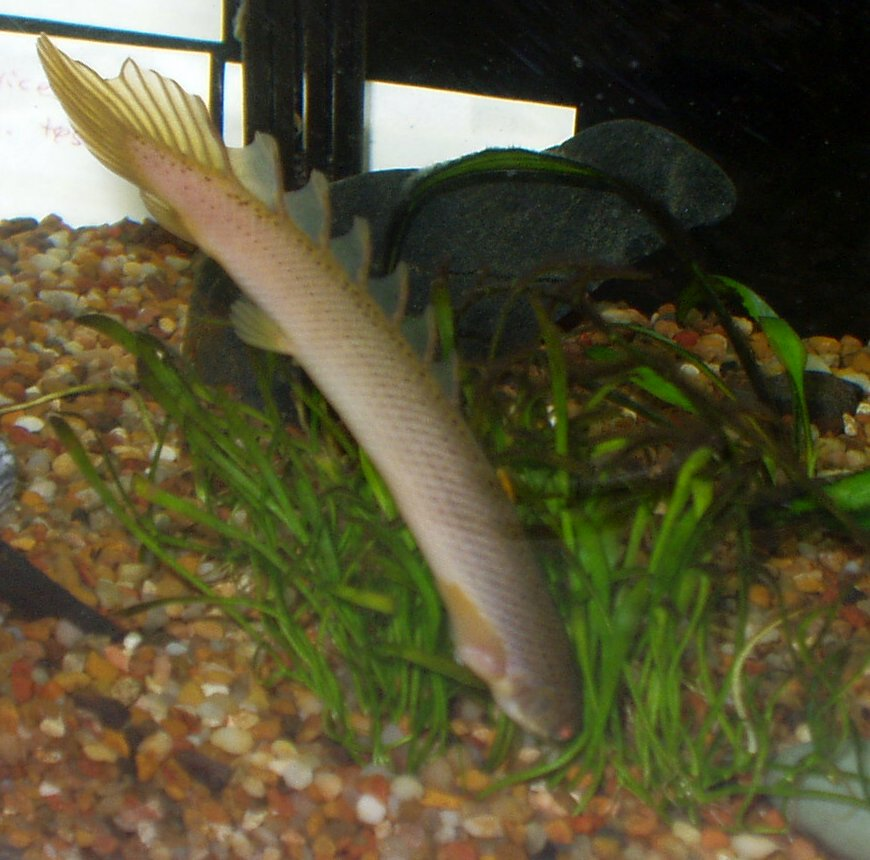
Polypterus senegalus senegalus

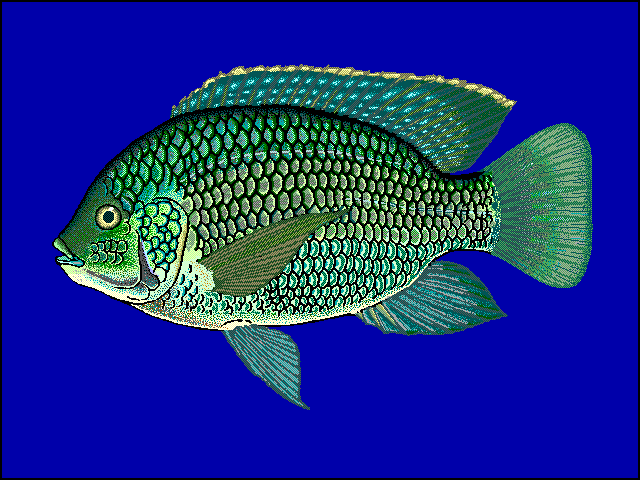
Oreochromis macrochir

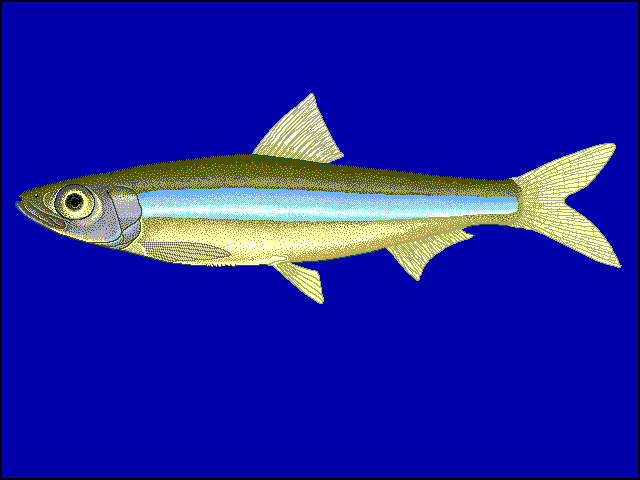
Limnothrissa miodon

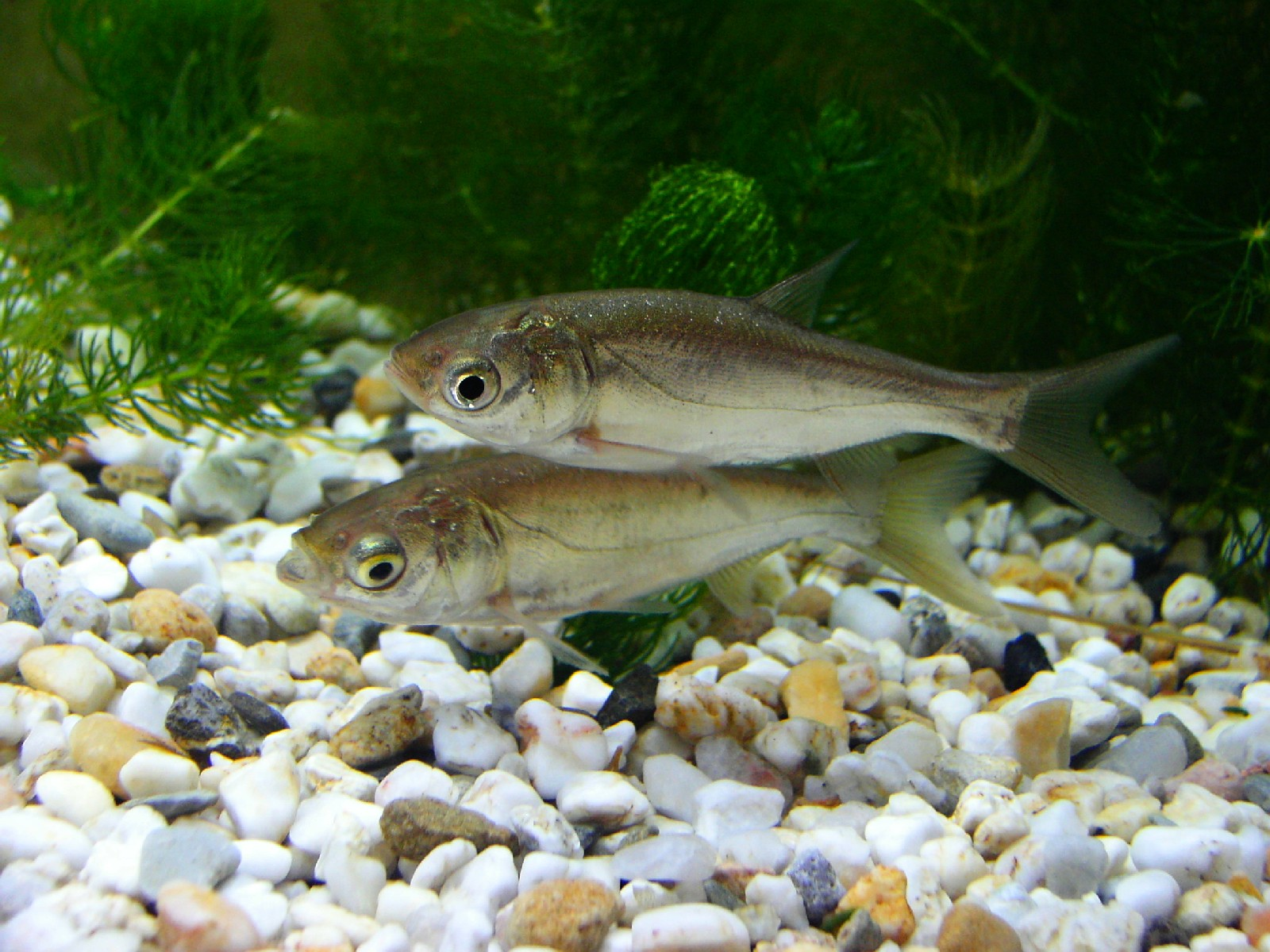
Hypophthalmichthys molitrix

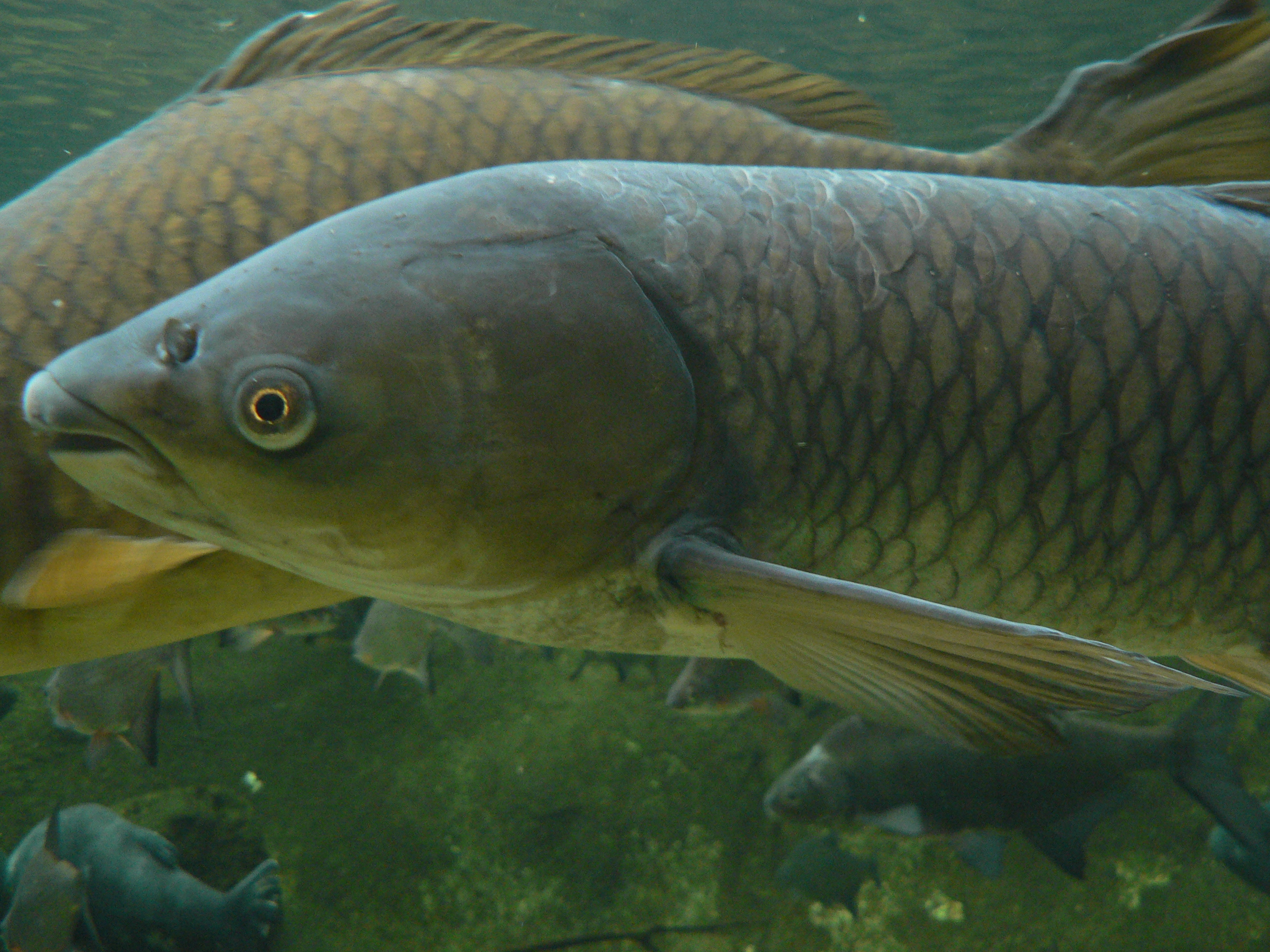
Ctenopharyngodon idella

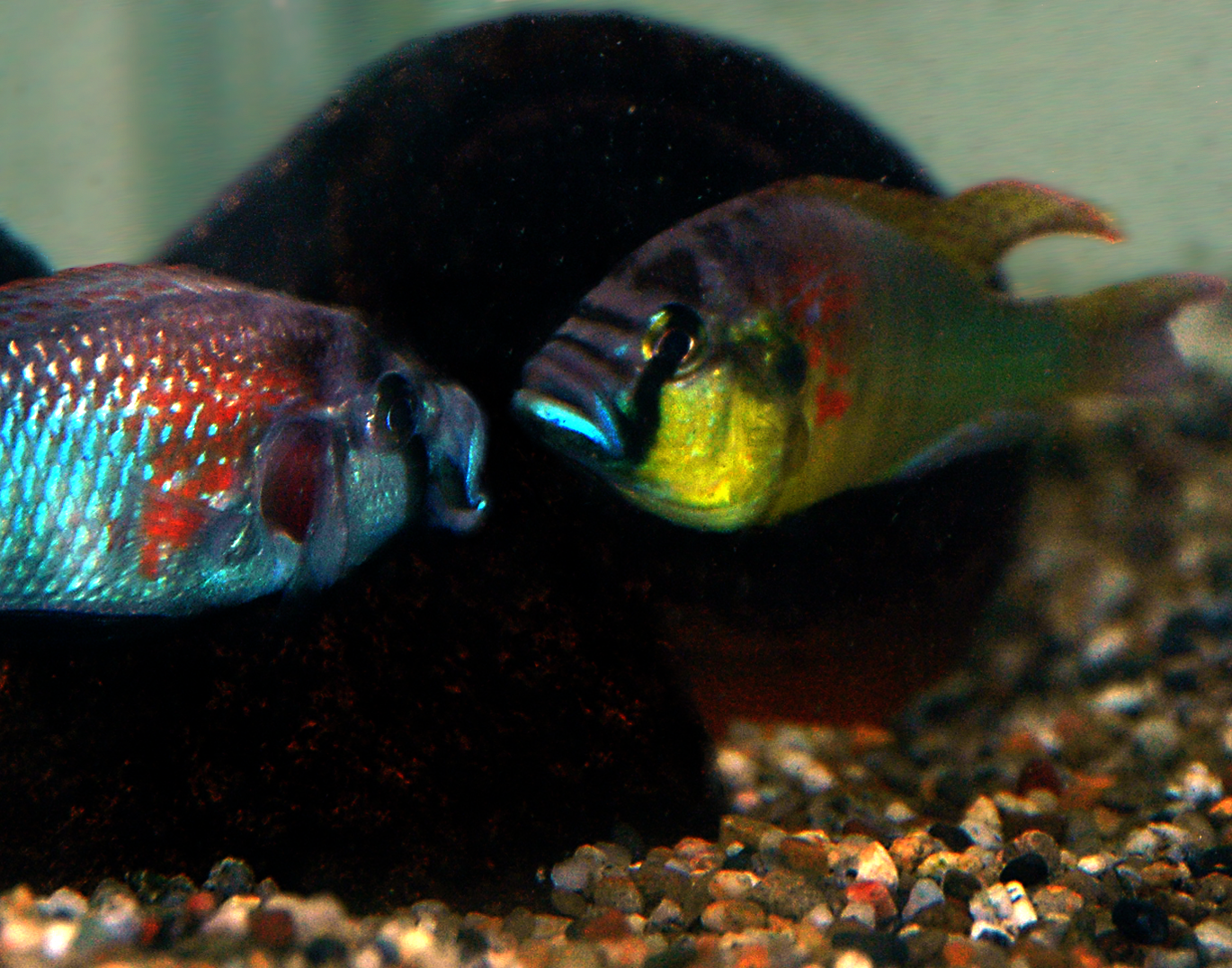
Astatotilapia burtoni

Aquesta llista de peixos de Ruanda -incompleta- inclou 80 espècies de peixos que es poden trobar a Ruanda ordenades per l'ordre alfabètic de llur nom científic.

## A
- Acapoeta tanganicae
- Amphilius jacksonii
- Amphilius uranoscopus
- Aplocheilichthys centralis
- Aplocheilichthys pumilus
- Astatoreochromis alluaudi
- Astatotilapia burtoni

## B
- Bagrus docmak
- Barbus acuticeps
- Barbus altianalis
- Barbus apleurogramma
- Barbus cercops
- Barbus claudinae[1]
- Barbus eutaenia
- Barbus kerstenii
- Barbus lineomaculatus
- Barbus microbarbis
- Barbus mohasicus
- Barbus neumayeri
- Barbus nyanzae
- Barbus paludinosus
- Barbus pellegrini
- Barbus ruasae
- Barbus somereni
- Brycinus jacksonii
- Brycinus macrolepidotus
- Brycinus sadleri
- Bryconaethiops microstoma

## C
- Chiloglanis asymetricaudalis
- Chiloglanis ruziziensis
- Clarias gariepinus
- Clarias liocephalus
- Ctenochromis horei
- Ctenopharyngodon idella
- Cyprinus carpio carpio

## G
- Garra dembeensis
- Gnathonemus longibarbis

## H
- Haplochromis adolphifrederici
- Haplochromis astatodon
- Haplochromis crebridens
- Haplochromis erythromaculatus[2]
- Haplochromis gracilior
- Haplochromis graueri
- Haplochromis insidiae
- Haplochromis kamiranzovu
- Haplochromis microchrysomelas
- Haplochromis murakoze
- Haplochromis nigroides
- Haplochromis occultidens
- Haplochromis olivaceus
- Haplochromis paucidens
- Haplochromis rubescens
- Haplochromis scheffersi
- Haplochromis vittatus
- Hippopotamyrus grahami
- Hypophthalmichthys molitrix

## L
- Labeo victorianus
- Limnothrissa miodon

## M
- Marcusenius victoriae
- Mastacembelus frenatus
- Mormyrus kannume

## O
- Oreochromis esculentus
- Oreochromis leucostictus
- Oreochromis macrochir
- Oreochromis mweruensis
- Oreochromis niloticus eduardianus
- Oreochromis niloticus niloticus

## P
- Petrocephalus catostoma catostoma
- Pollimyrus nigricans
- Polypterus senegalus senegalus
- Protopterus aethiopicus aethiopicus
- Pseudocrenilabrus multicolor victoriae

## R
- Raiamas moorii

## S
- Schilbe intermedius
- Synodontis afrofischeri
- Synodontis ruandae

## T
- Tilapia rendalli

## V
- Varicorhinus leleupanus
- Varicorhinus platystomus
- Varicorhinus ruandae[3]